# Zullwil
Zullwil es una comuna suiza del cantón de Soleura, localizada en el distrito de Thierstein. Limita al noreste y este con la comuna de Nunningen, al suroeste con Meltingen, y al noroeste con Fehren.

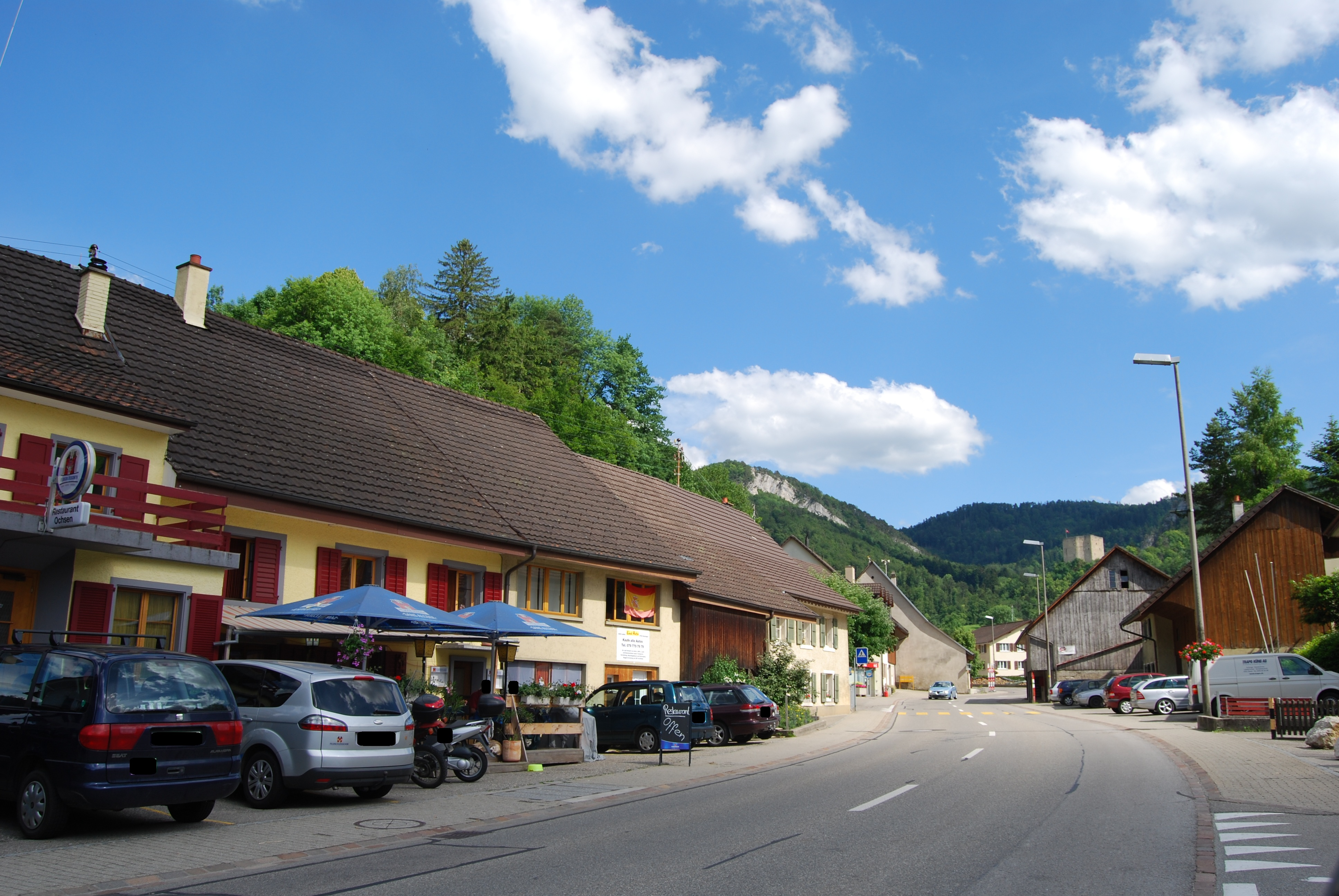
Zullwil